# Egor Gerasimov
Egor Gerasimov (biélorusse : Ягор Герасімаў ; russe : Егор Герасимов), né le 11 novembre 1992 à Minsk, est un joueur de tennis biélorusse, professionnel depuis 2010.

## Carrière
Egor Gerasimov détient six titres sur le circuit Challenger en simple et un en double. En 2015, il s'impose à Bratislava en sortant des qualifications. C'est de la même manière qu'il remporte le tournoi de Saint-Brieuc en 2015, étant alors classé 404e mondial. Il s'adjuge le plus important titre de sa carrière à Astana en juillet contre Mikhail Kukushkin. Il manque ensuite sept mois de compétition en raison d'une blessure. Fin 2018, il se qualifie pour les quarts de finale du tournoi de Moscou en battant Benoît Paire.
En septembre 2019, il atteint les demi-finales de l'ATP 250 de Saint-Pétersbourg, en sortant des qualifications. Il bat un autre qualifié, le Tchèque Lukáš Rosol, et le Français Adrian Mannarino, puis il crée la surprise en quart en battant le récent demi-finaliste de l'US Open, l'Italien Matteo Berrettini. Cependant, sa route se termine en demi-finale quand il chute face au Russe et futur vainqueur du tournoi, Daniil Medvedev. Cette performance lui vaut d'entrer dans le top 100 et la place de no 1 biélorusse, devant Ilya Ivashka.
En février 2020, il se hisse jusqu'en finale du tournoi de Pune en battant Paolo Lorenzi, Nikola Milojević, le Coréen Kwon Soon-woo et l'Australien James Duckworth. En finale, il perd, malgré une longue bataille, face au Tchèque Jiří Veselý. Il enchaîne avec un quart de finale à Marseille où il écarte pour la première fois un joueur du top 10, David Goffin.

## Palmarès

### Finale en simple messieurs
| No | Date       | Nom et lieu du tournoi      | Catégorie | Dotation  | Surface    | Vainqueur   | Score          |          |
| -- | ---------- | --------------------------- | --------- | --------- | ---------- | ----------- | -------------- | -------- |
| 1  | 03-02-2020 | Tata Open Maharashtra, Pune | ATP 250   | 546 355 $ | Dur (ext.) | Jiří Veselý | 7-62, 5-7, 6-3 | Parcours |

## Parcours dans les tournois duGrand Chelem

### En simple
| Année | Open d'Australie | Open d'Australie | Internationaux de France | Internationaux de France | Wimbledon      | Wimbledon       | US Open         | US Open         |
| ----- | ---------------- | ---------------- | ------------------------ | ------------------------ | -------------- | --------------- | --------------- | --------------- |
| 2019  | —                | —                | —                        | —                        | —              | —               | 2e tour (1/32)  | D. Schwartzman  |
| 2020  | 2e tour (1/32)   | A. Zverev        | 1er tour (1/64)          | Rafael Nadal             | Annulé         | Annulé          | 2e tour (1/32)  | Jordan Thompson |
| 2021  | 2e tour (1/32)   | Aslan Karatsev   | 1er tour (1/64)          | Enzo Couacaud            | 2e tour (1/32) | Karen Khachanov | 1er tour (1/64) | Hubert Hurkacz  |
| 2022  | 1er tour (1/64)  | Hubert Hurkacz   | —                        | —                        | —              | —               | —               | —               |

N.B. : à droite du résultat se trouve le nom de l'ultime adversaire.

### En double messieurs
| Année | Open d'Australie | Open d'Australie | Internationaux de France | Internationaux de France | Wimbledon                   | Wimbledon             | US Open | US Open |
| ----- | ---------------- | ---------------- | ------------------------ | ------------------------ | --------------------------- | --------------------- | ------- | ------- |
| 2021  | —                | —                | —                        | —                        | 1er tour (1/32) Y. Nishioka | T. Brkić Nikola Čačić | —       | —       |

N.B. : le nom du partenaire se trouve sous le résultat ; le nom des ultimes adversaires se trouve à droite.

## Parcours dans lesMasters 1000
| Année | Indian Wells        | Miami | Monte-Carlo | Madrid | Rome | Canada | Cincinnati | Shanghai           | Paris |
| ----- | ------------------- | ----- | ----------- | ------ | ---- | ------ | ---------- | ------------------ | ----- |
| 2021  | 1er tour C. Eubanks | —     | —           | —      | —    | —      | —          | n.o.               | —     |
|       |                     |       |             |        |      |        |            |                    |       |
| 2024  | —                   | —     | —           | —      | —    | —      | —          | 1er tour T. Daniel |       |

N.B. : sous le résultat se trouve le nom de l’ultime adversaire.

## Records et statistiques

### Victoires sur le top 10
Toutes ses victoires sur des joueurs classés dans le top 10 de l'ATP lors de la rencontre.
| Légende      |
| Grand Chelem |
| Masters 1000 |
| 500 Series   |
| 250 Series   |

| # | E.G.  | Tournoi   | Année | Surface    | Adversaire   | Rang  | Tour | Score     |
| - | ----- | --------- | ----- | ---------- | ------------ | ----- | ---- | --------- |
| 1 | no 72 | Marseille | 2020  | Dur (int.) | David Goffin | no 10 | 1/8  | 6-4, 7-65 |